# IFA Fistball World Tour 2017
Die erste Austragung der IFA Fistball World Tour fand 2017 statt. Von April bis Oktober fanden insgesamt 21 Turniere statt, an denen insgesamt 101 Vereinsmannschaften der Männer und Frauen teilnahmen. Jeweils die besten zwei Teams qualifizierten sich für die Faustball World Tour Finals 2018.

## Tourinformationen
2017 wurden insgesamt 21 Turniere in acht Nationen auf fünf Kontinenten ausgetragen. Mit insgesamt zehn Austragungen fanden die meisten Turniere in Deutschland statt.

### Turnierserien
| Anzahl der Turniere nach Turnierserie |            |
| IFA World Tour Major                  | 8 Turniere |
| IFA World Tour 750                    | 2 Turniere |
| IFA World Tour 250                    | 5 Turniere |
| IFA World Tour 100                    | 6 Turniere |

## Teilnehmende Mannschaften
Insgesamt 101 Mannschaften nehmen bei den Frauen und Männern teil.

### Teams Männer
| Europa - Deutschland: 24 Teams - Italien: 1 Team - Österreich: 10 Teams - Polen: 1 Team - Portugal: 1 Team - Schweiz: 7 Teams | Amerika - Argentinien: 1 Team - Brasilien: 6 Teams - Chile: 2 Teams - Vereinigte Staaten: 3 Teams | Asien/Ozeanien - Australien: 9 Teams - Indien: 4 Teams |

### Teams Frauen
| Amerika - Argentinien: 1 Team - Brasilien: 5 Teams - Chile: 2 Teams - Kolumbien: 1 Team - Vereinigte Staaten: 2 Teams | Europa - Deutschland: 12 Teams - Österreich: 2 Teams - Schweiz: 1 Team | Asien/Ozeanien - Australien: 2 Teams - Indien: 4 Teams |

## Turnierplan

### April
| Datum  | Turnier                                                                      | Sieger                   | 2. Platz            | 3. Platz            |
| ------ | ---------------------------------------------------------------------------- | ------------------------ | ------------------- | ------------------- |
| 02.04. | Copa Porto Alegre Internacional Porto Alegre, Brasilien IFA World Tour Major | SG Novo Hamburgo         | C.C.A.A. Rosario    | SOGIPA Porto Alegre |
| 02.04. | Copa Porto Alegre Internacional Porto Alegre, Brasilien IFA World Tour Major | Clube Duque de Caxias    | SOGIPA Porto Alegre | SG Novo Hamburgo    |
| 09.04. | Intern. Faustballturnier Karlsdorf Karlsdorf, Deutschland IFA World Tour 250 | TV Schweinfurt-Oberndorf | FBC Offenburg       | TV Käfertal         |
| 09.04. | Intern. Faustballturnier Karlsdorf Karlsdorf, Deutschland IFA World Tour 250 | TSV Dennach              | TV Öschelbronn      | TV Stammheim        |
| 09.04. | XXII Torneio Internacional Novo Hamburgo, Brasilien IFA World Tour Major     | SG Novo Hamburgo         | Clube Mercês        | Florianópolis       |
| 09.04. | XXII Torneio Internacional Novo Hamburgo, Brasilien IFA World Tour Major     | SOGIPA Porto Alegre      | SG Novo Hamburgo    | Florianópolis       |
| 23.04. | wtv-Stuttgart-Open Stuttgart, Deutschland IFA World Tour Major               | TSV Pfungstadt           | Union Freistadt     | FBC Linz-Urfahr     |
| 23.04. | wtv-Stuttgart-Open Stuttgart, Deutschland IFA World Tour Major               | TSV Calw                 | TSV Dennach         | TSV Jona            |
| 23.04. | Eulachturnier Elgg, Schweiz IFA World Tour Major                             | STV Wigoltingen I        | FG Elgg-Ettenhausen | STV Wigoltingen II  |
| 23.04. | Eulachturnier Elgg, Schweiz IFA World Tour Major                             | -                        | -                   | -                   |
| 23.04. | Wedding Cup Berlin, Deutschland IFA World Tour 250                           | Berliner TS              | VfK Berlin          | VfL Kellinghusen    |
| 23.04. | Wedding Cup Berlin, Deutschland IFA World Tour 250                           | TK Hannover              | VfL Kellinghusen    | -                   |
| 29.04. | Greisinger Trophy Münzbach, Österreich IFA World Tour 250                    |                          |                     |                     |
| 29.04. | Greisinger Trophy Münzbach, Österreich IFA World Tour 250                    |                          |                     |                     |
| 30.04. | Intern. Frühlingsturnier Vaihingen Vaihingen, Deutschland IFA World Tour 750 | SVD Diepoldsau           | TV SW-Oberndorf     | TSV Pfungstadt      |
| 30.04. | Intern. Frühlingsturnier Vaihingen Vaihingen, Deutschland IFA World Tour 750 | TSV Jona                 | TSV Calw            | TSV Dennach         |
| 30.04. | TKH-Turnier Hannover, Deutschland IFA World Tour 250                         | VfK Berlin               | Ahlhorner SV        | TSV Hagen 1860      |
| 30.04. | TKH-Turnier Hannover, Deutschland IFA World Tour 250                         | Ahlhorner SV             | TV Brettorf         | VfL Kellinghusen    |

### Mai
| Datum  | Turnier                                                                 | Sieger            | 2. Platz       | 3. Platz              |
| ------ | ----------------------------------------------------------------------- | ----------------- | -------------- | --------------------- |
| 24.05. | Waldrennacher Flutlicht-Cup Waldrennach, Deutschland IFA World Tour 100 | TV Unterhaugstett | TV Waldrennach | TSV Unterpfaffenhofen |
| 24.05. | Waldrennacher Flutlicht-Cup Waldrennach, Deutschland IFA World Tour 100 | TSV Calw          | TSV Dennach    | TV Obernhausen        |

### Juni
| Datum  | Turnier                                                                        | Sieger          | 2. Platz                 | 3. Platz           |
| ------ | ------------------------------------------------------------------------------ | --------------- | ------------------------ | ------------------ |
| 04.06. | DJK-Pfingstturnier Ursensollen, Deutschland IFA World Tour 100                 | -               | -                        | -                  |
| 04.06. | DJK-Pfingstturnier Ursensollen, Deutschland IFA World Tour 100                 | -               | -                        | -                  |
| 04.06. | Campeonato Apertura Manquehue 2017 Santiago de Chile, Chile IFA World Tour 100 | CM Manquehue    | CGA Llanquihue           | -                  |
| 04.06. | Campeonato Apertura Manquehue 2017 Santiago de Chile, Chile IFA World Tour 100 | CM Manquehue    | CGA Llanquihue           | -                  |
| 05.06. | Int. Pfingstturnier Dennach Dennach, Deutschland IFA World Tour Major          | TSV Pfungstadt  | VfL Kellinghusen         | TSV Unterhaugstett |
| 05.06. | Int. Pfingstturnier Dennach Dennach, Deutschland IFA World Tour Major          | TSV Dennach     | TSV Calw                 | VfL Kellinghusen   |
| 10.06. | Int. Deutsches Turnfest Berlin, Deutschland IFA World Tour Major               | STV Wigoltingen | UFG Grieskirchen/Pötting | VfK Berlin         |
| 10.06. | Int. Deutsches Turnfest Berlin, Deutschland IFA World Tour Major               | TSV Jona        | VfL Kellinghusen         | TK zu Hannover     |

### Juli
| Datum  | Turnier                                                                              | Sieger                         | 2. Platz                | 3. Platz           |
| ------ | ------------------------------------------------------------------------------------ | ------------------------------ | ----------------------- | ------------------ |
| 06.07. | Käferpokal Mannheim, Deutschland IFA World Tour 750                                  | TV Käfertal                    | STV Wigoltingen         | DSG UKJ Froschberg |
| 06.07. | Käferpokal Mannheim, Deutschland IFA World Tour 750                                  | VfL Kellinghusen               | TSV Calw                | -                  |
| 29.07. | IFA World Tour Tournament Wisconsin Wisconsin, Vereinigte Staaten IFA World Tour 100 | Wisconsin Fistball Association | Milwaukee Fistball Club | -                  |
| 29.07. | IFA World Tour Tournament Wisconsin Wisconsin, Vereinigte Staaten IFA World Tour 100 | -                              | -                       | -                  |

### August
| Datum  | Turnier                                                                | Sieger              | 2. Platz          | 3. Platz             |
| ------ | ---------------------------------------------------------------------- | ------------------- | ----------------- | -------------------- |
| 06.08. | Obersee Masters Jona, Schweiz IFA World Tour Major                     | SOGIPA Porto Alegre | SVD Diepoldsau    | FBC Abau Linz-Urfahr |
| 06.08. | Obersee Masters Jona, Schweiz IFA World Tour Major                     | Union Nussbach      | TSV Jona          | SOGIPA Porto Alegre  |
| 11.08. | Grenzlandturnier Widnau, Schweiz IFA World Tour Major                  | TV Vaihingen/Enz    | Union Vöcklabruck | STV Wigoltingen      |
| 11.08. | Grenzlandturnier Widnau, Schweiz IFA World Tour Major                  | SOGIPA Porto Alegre | TSV Jona          | Union Nussbach       |
| 25.08. | IFA World Tour Tournament Tamilnadu Chennai, Indien IFA World Tour 100 |                     |                   |                      |
| 25.08. | IFA World Tour Tournament Tamilnadu Chennai, Indien IFA World Tour 100 |                     |                   |                      |

### Oktober
| Datum  | Turnier                                                                  | Sieger           | 2. Platz            | 3. Platz     |
| ------ | ------------------------------------------------------------------------ | ---------------- | ------------------- | ------------ |
| 27.10. | Australian Fistball Championships Geelong, Australien IFA World Tour 250 | Fist Club        | Bay City Fisters    | Mutt Fisters |
| 27.10. | Australian Fistball Championships Geelong, Australien IFA World Tour 250 | Bay City Fisters | Westside Wombats FC | Das Fist FC  |

### November
| Datum | Turnier                                                                           | Sieger | 2. Platz | 3. Platz |
| ----- | --------------------------------------------------------------------------------- | ------ | -------- | -------- |
| 4.11. | Campeonato de Clausura Manquehue 2017 Santiago de Chile, Chile IFA World Tour 100 |        |          |          |
| 4.11. | Campeonato de Clausura Manquehue 2017 Santiago de Chile, Chile IFA World Tour 100 |        |          |          |

Erklärung: In der oberen Zeile sind die Ranglisten der Männer, in der unteren die der Frauen eingetragen.